# Xã Antoine, Quận Pike, Arkansas
Xã Antoine (tiếng Anh: Antoine Township) là một xã thuộc quận Pike, tiểu bang Arkansas, Hoa Kỳ. Năm 2010, dân số của xã này là 826 người.